# HBO Europe
HBO Europe je placená televize spadající pod stanici HBO, jež obsahuje několik cizojazyčných kanálů, které jsou dostupné ve 21 státech. Ve střední Evropě je HBO Europe dostupné v Maďarsku, Polsku, Česku, Slovensku, Rumunsku, Bulharsku, Chorvatsku, Slovinku, Srbsku, Černé Hoře, Bosně a Hercegovině, a Severní Makedonii. Dále je dostupné ve Španělsku a Portugalsku, prostřednictvím HBO Nordic v Dánsku, Norsku, Švédsku a Finsku. Skrze exklusivního partnera Telia je HBO Europe vysíláno i v Estonsku, Litvě a Lotyšsku.

## Vysílání
V Maďarsku byl dne 28. září 1991 spuštěn stanicí HBO a filmovou společností Sony Pictures první kanál. V roce 1994 byl kanál spuštěn také v Česku a roku 1995 se stal spoluvlastníkem televize Walt Disney. V Polsku se kanál spustil v roce 1996, na Slovensku v roce 1997, od roku 1998 vysílá HBO Europe také v Moldavsku. Od roku 2002 je kanál dostupný v Bulharsku a v roce 2004 byl spuštěn v Chorvatsku a Slovinsku. V Srbsku a Bosně a Hercegovině je dostupný od roku 2006 a od roku 2009 také v Severní Makedonii. V roce 2010 odkoupila společnost Time Warner všechna práva a stala se tak jediným vlastníkem televize.
Stanice HBO byla od 9. února 2012 do 31. prosince 2016 dostupná také v Nizozemsku a spoluvlastnily ji firma Time Warner a nizozemská televizní společnost Ziggo. Přičemž ta na konci roku 2016 odkoupila všechna vysílací práva HBO na území Nizozemska.

## Programová nabídka

### Chorvatsko
- Úspěch (2019)

### Česko
- Hořící keř (2013)
- Terapie (2011–2019)
- Až po uši (2014–2018)
- Mamon (2015)
- Pustina (2016)
- Bez vědomí (2019)

### Maďarsko
- Smím tě políbit? (2011–2013)
- Terapie (2012–2017)
- Sladký život (2015–2018)
- Informátor (2022)

### Norsko
- Předsedové (2019)
- Odlehlá hodnota (2020)

### Polsko
- Terapie (2011–2013)
- Wataha (2014–dosud)
- Pakt (2015–2016)
- Oslněni světlem (2018)

### Rumunsko
- Zůstaň se mnou (2013)
- Stíny (2014–dosud)
- Údolí ticha (2016)
- Hackerville (2018)
- Tuff Peníze (2020)
- Ruxx (2022)
- Jeden opravdový zpěvák (2022)
- Špión/Mistr (2023)

### Španělsko
- Průkopník (2019)
- Gurmánská láska (2019)
- Doma (2020)
- Tak či onak (2020)
- Fáze 0 (2020)
- Patria (2020)
- 30 mincí (2020)

### Švédsko
- Gösta (2019)
- Beartown (2020)
- Modlete se, poslouchejte, zabíjejte (2021)
- Chtíč (2022-dosud)